# Pratigi
Pratigi is een geslacht van wantsen uit de familie van de Reduviidae (Roofwantsen). Het geslacht werd voor het eerst wetenschappelijk beschreven door Gil-Santana & Oliveira in 2016.

## Soorten
Het genus is monotypisch en bevat alleen de volgende soort:

- Pratigi aristeui Gil-Santana & Oliveira, 2016